# شون کی
شون کی (انگلیسی: Sean K؛ زادهٔ ۲۱ مارس ۱۹۶۸) صداپیشگی در ژاپن، مشاور، دی‌جی، و شخصیت‌های تلویزیونی در ژاپن اهل ایالات متحده آمریکا است.